# Île Darwin (Équateur)
Pour les articles homonymes, voir Île Darwin.
L'île Darwin, en espagnol Isla Darwin, appelée aussi île Culpepper, est une île inhabitée d'Équateur située dans l'archipel des Galápagos. Son accès n'est pas autorisé aux visiteurs.

## Toponymie
Elle est nommée ainsi en l'honneur de Charles Darwin qui développa sa théorie de l'évolution à partir de ses observations faites dans l'archipel en 1835.
La dénomination anglaise Culpepper lui fut donnée en 1684 par le flibustier anglais William Ambrose Cowley, en l'honneur de Lord Thomas Culpeper.

## Géographie
C'est l'île la plus septentrionale et la plus occidentale de l'archipel des Galápagos. Deux îlots rocheux se trouvent au sud-est de l'île dont l'un, l'arche de Darwin, était une arche naturelle qui s'est effondrée pour causes naturelles le 17 mai 2021.

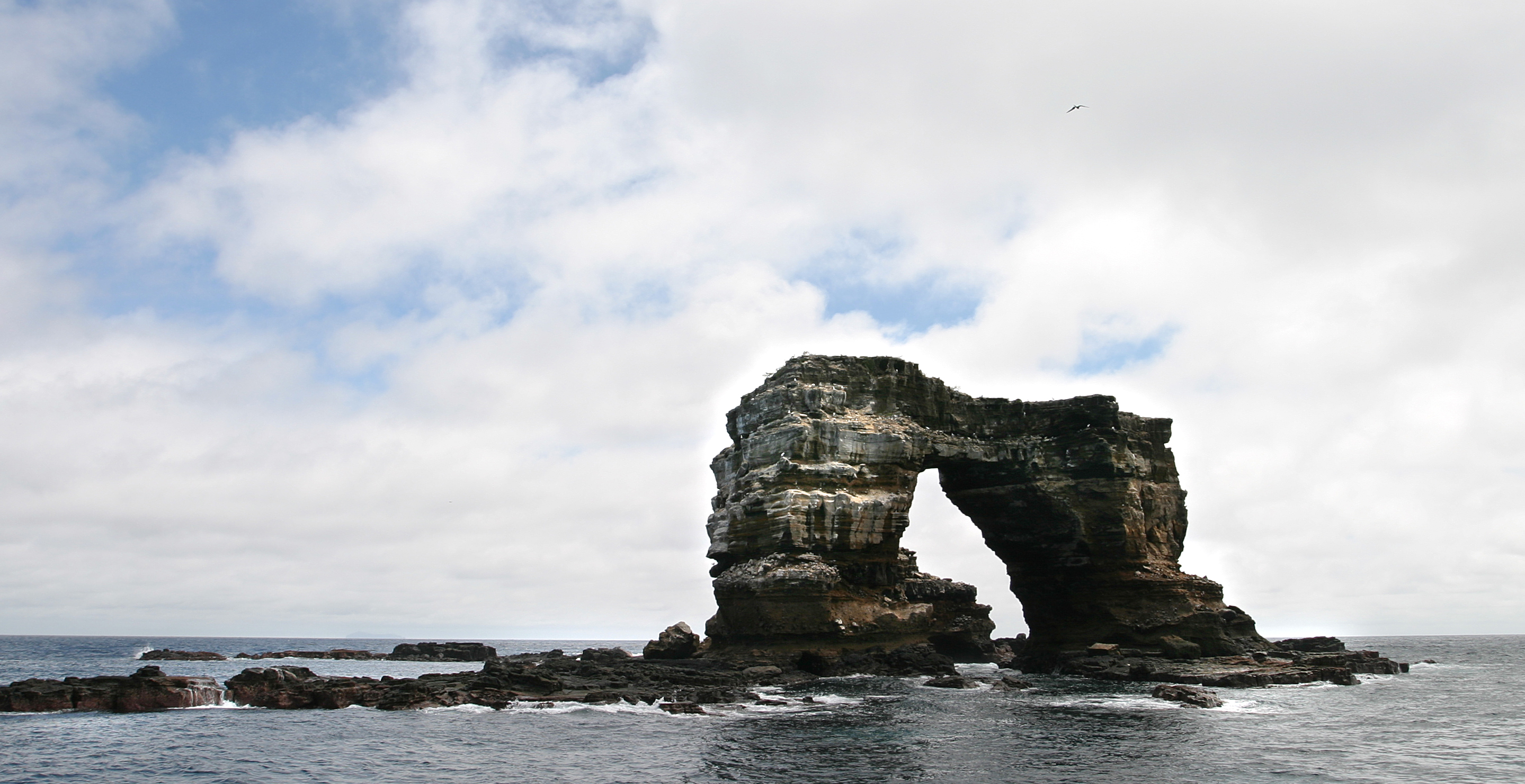
L'arche de Darwin avant son effondrement.

Son littoral composé de falaises rend son accès très difficile aux scientifiques qui viennent y étudier son environnement.

## Faune
On y rencontre notamment des frégates, iguanes marins, otaries, baleines, tortues marines, dauphins et fous à pieds rouges. Ses eaux sont peuplées de nombreux organismes sessiles et d'une grande variété de poissons tropicaux et subtropicaux.